# Don’t (Ed-Sheeran-Lied)
Don’t ist ein Lied des britischen Singer-Songwriters Ed Sheeran aus dem Jahr 2014.

## Entstehung und Veröffentlichung
Das Lied wurde vom Interpreten selbst, zusammen mit Benjamin Levin (Benny Blanco) und Dawn Robinson, geschrieben beziehungsweise komponiert. Blanco zeichnete darüber hinaus mit Rick Rubin für die Produktion verantwortlich.
Die Erstveröffentlichung von Don’t erfolgte als Teil von Sheerans zweitem Studioalbum × am 20. Juni 2014. Am 12. August 2014 erschien es erstmals als dritte Singleauskopplung aus dem Album.

## Musikvideo
Das dazugehörige Musikvideo entstand unter der Regie von Emil Nava. Bis August 2023 zählte es über 200 Millionen Aufrufe bei YouTube.

## Kommerzieller Erfolg

### Chartplatzierungen
| ChartsChartplatzierungen       | Höchstplatzierung | Wochen |
| ------------------------------ | ----------------- | ------ |
| Deutschland (GfK)              | 17 (40 Wo.)       | 40     |
| Österreich (Ö3)                | 30 (32 Wo.)       | 32     |
| Schweiz (IFPI)                 | 7 (37 Wo.)        | 37     |
| Vereinigte Staaten (Billboard) | 9 (36 Wo.)        | 36     |
| Vereinigtes Königreich (OCC)   | 8 (48 Wo.)        | 48     |

| ChartsJahrescharts (2014)      | Platzierung |
| ------------------------------ | ----------- |
| Deutschland (GfK)              | 50          |
| Schweiz (IFPI)                 | 56          |
| Vereinigte Staaten (Billboard) | 52          |
| Vereinigtes Königreich (OCC)   | 27          |

| ChartsJahrescharts (2015)      | Platzierung |
| ------------------------------ | ----------- |
| Vereinigte Staaten (Billboard) | 92          |

### Auszeichnungen für Musikverkäufe
| Land/Region                  | Auszeichnungen für Musikverkäufe (Land/Region, Auszeichnung, Verkäufe) | Verkäufe  |
| ---------------------------- | ---------------------------------------------------------------------- | --------- |
| Australien (ARIA)            | 5× Platin                                                              | 350.000   |
| Dänemark (IFPI)              | 2× Platin                                                              | 180.000   |
| Deutschland (BVMI)           | Platin                                                                 | 400.000   |
| Italien (FIMI)               | 2× Platin                                                              | 60.000    |
| Kanada (MC)                  | 6× Platin                                                              | 480.000   |
| Neuseeland (RMNZ)            | 3× Platin                                                              | 90.000    |
| Österreich (IFPI)            | Platin                                                                 | 30.000    |
| Schweden (IFPI)              | Platin                                                                 | 40.000    |
| Schweiz (IFPI)               | Platin                                                                 | 30.000    |
| Spanien (Promusicae)         | Gold                                                                   | 30.000    |
| Vereinigte Staaten (RIAA)    | 5× Platin                                                              | 5.000.000 |
| Vereinigtes Königreich (BPI) | 3× Platin                                                              | 1.800.000 |
| Insgesamt                    | 1× Gold · 30× Platin ·                                                 | 8.490.000 |

Hauptartikel: Ed Sheeran/Auszeichnungen für Musikverkäufe